# Ménil-Froger
Pour les articles homonymes, voir Ménil et Froger.
Ménil-Froger est une commune française, située dans le département de l'Orne en région Normandie, peuplée de 62 habitants.

## Géographie
La commune est aux confins du pays d'Ouche, du pays d'Auge, de la plaine d'Argentan et de la campagne d'Alençon. Son bourg est à 4,5 km au nord du Merlerault, à 7,5 km au sud de Gacé et à 10 km au sud-est d'Exmes.
Le territoire de Ménil-Froger est traversé du nord au sud par l'autoroute A28.
| Saint-Germain-de-Clairefeuille | Croisilles    | Croisilles                 |
| Saint-Germain-de-Clairefeuille | Ménil-Froger  | Le Ménil-Vicomte, Lignères |
| Saint-Germain-de-Clairefeuille | Le Merlerault | Le Merlerault              |

### Hydrographie
La commune est située dans le bassin Seine-Normandie. Elle est drainée par l'Ure et la Dieuge,.
L'Ure, d'une longueur de 30 km, prend sa source dans la commune  et se jette  dans l'Orne à Argentan, après avoir traversé neuf communes. 
La Dieuge, d'une longueur de 16 km, prend sa source dans la commune de Merlerault-le-Pin et se jette  dans l'Ure à Gouffern en Auge, après avoir traversé six communes. 

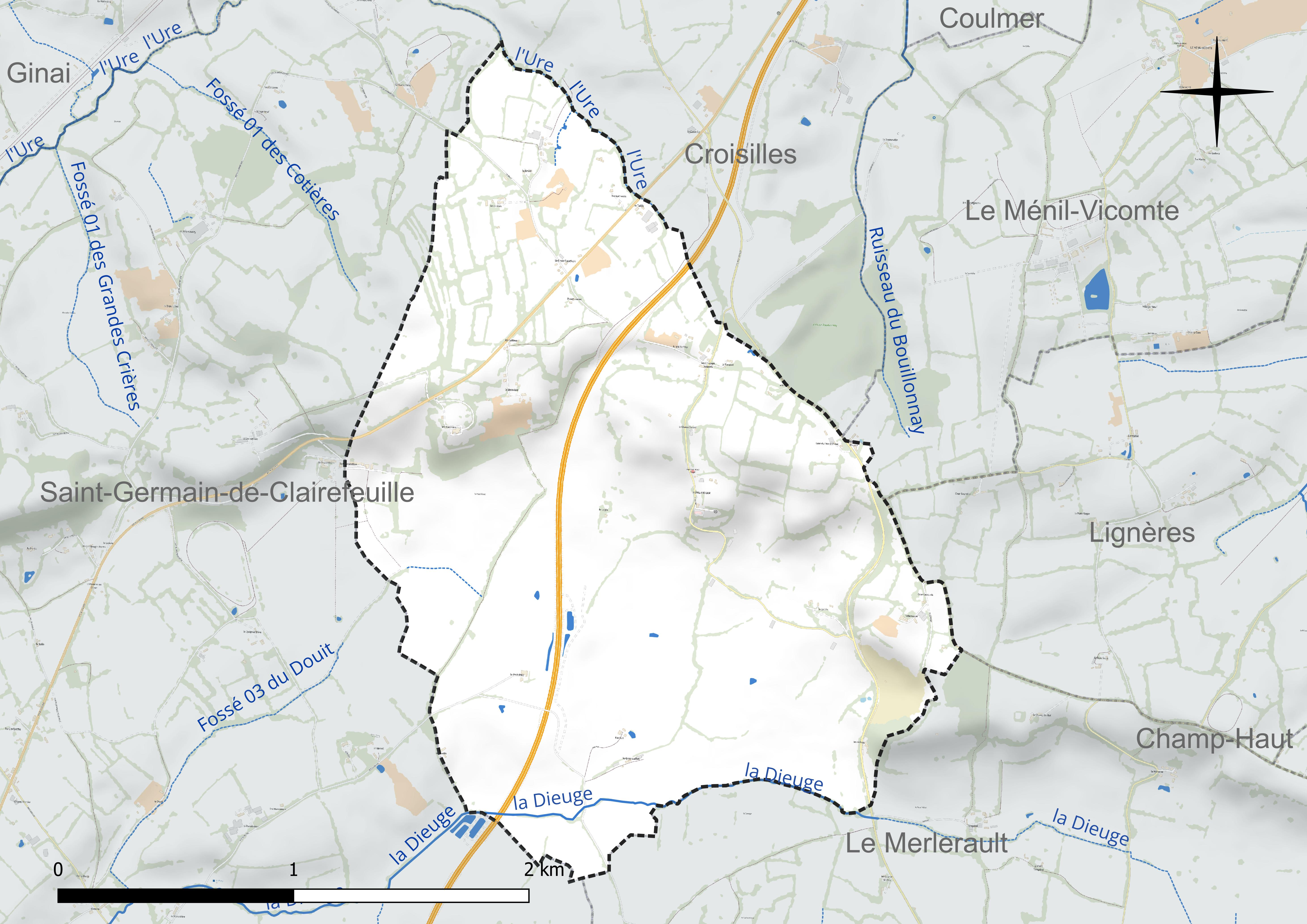
Réseau hydrographique de Ménil-Froger.

### Climat
Pour des articles plus généraux, voir Climat de la Normandie et Climat de l'Orne.
En 2010, le climat de la commune est de type climat océanique dégradé des plaines du Centre et du Nord, selon une étude du CNRS s'appuyant sur une série de données couvrant la période 1971-2000. En 2020, Météo-France publie une typologie des climats de la France métropolitaine dans laquelle la commune est dans une zone de transition entre le climat océanique et le climat océanique altéré et est dans la région climatique Normandie (Cotentin, Orne), caractérisée par une pluviométrie relativement élevée (850 mm/a) et un été frais (15,5 °C) et venté. Parallèlement le GIEC normand, un groupe régional d’experts sur le climat, différencie quant à lui, dans une étude de 2020, trois grands types de climats pour la région Normandie, nuancés à une échelle plus fine par les facteurs géographiques locaux. La commune est, selon ce zonage, exposée à un « climat des plateaux abrités », se caractérisant par une pluviométrie et des contraintes thermiques modérées mais aussi, par effet de continentalité, des températures plus contrastées qu'au nord dans la plaine de Caen, avec communément 10 à 15 jours par an de plus de froid en hiver et de chaleur en été.
Pour la période 1971-2000, la température annuelle moyenne est de 10,1 °C, avec une amplitude thermique annuelle de 13,8 °C. Le cumul annuel moyen de précipitations est de 832 mm, avec 13,2 jours de précipitations en janvier et 8,1 jours en juillet. Pour la période 1991-2020, la température moyenne annuelle observée sur la station météorologique la plus proche, située sur la commune du Merlerault à 4 km à vol d'oiseau, est de 0,0 °C et le cumul annuel moyen de précipitations est de 0,0 mm,. Pour l'avenir, les paramètres climatiques de la commune estimés pour 2050 selon différents scénarios d’émission de gaz à effet de serre sont consultables sur un site dédié publié par Météo-France en novembre 2022.

## Urbanisme

### Typologie
Au 1er janvier 2024, Ménil-Froger est catégorisée commune rurale à habitat très dispersé, selon la nouvelle grille communale de densité à sept niveaux définie par l'Insee en 2022.
Elle est située hors unité urbaine et hors attraction des villes,.

### Occupation des sols
L'occupation des sols de la commune, telle qu'elle ressort de la base de données européenne d’occupation biophysique des sols Corine Land Cover (CLC), est marquée par l'importance des territoires agricoles (100 % en 2018), une proportion identique à celle de 1990 (100 %). La répartition détaillée en 2018 est la suivante : 
prairies (89,1 %), terres arables (10,9 %). L'évolution de l’occupation des sols de la commune et de ses infrastructures peut être observée sur les différentes représentations cartographiques du territoire : la carte de Cassini (XVIIIe siècle), la carte d'état-major (1820-1866) et les cartes ou photos aériennes de l'IGN pour la période actuelle (1950 à aujourd'hui).

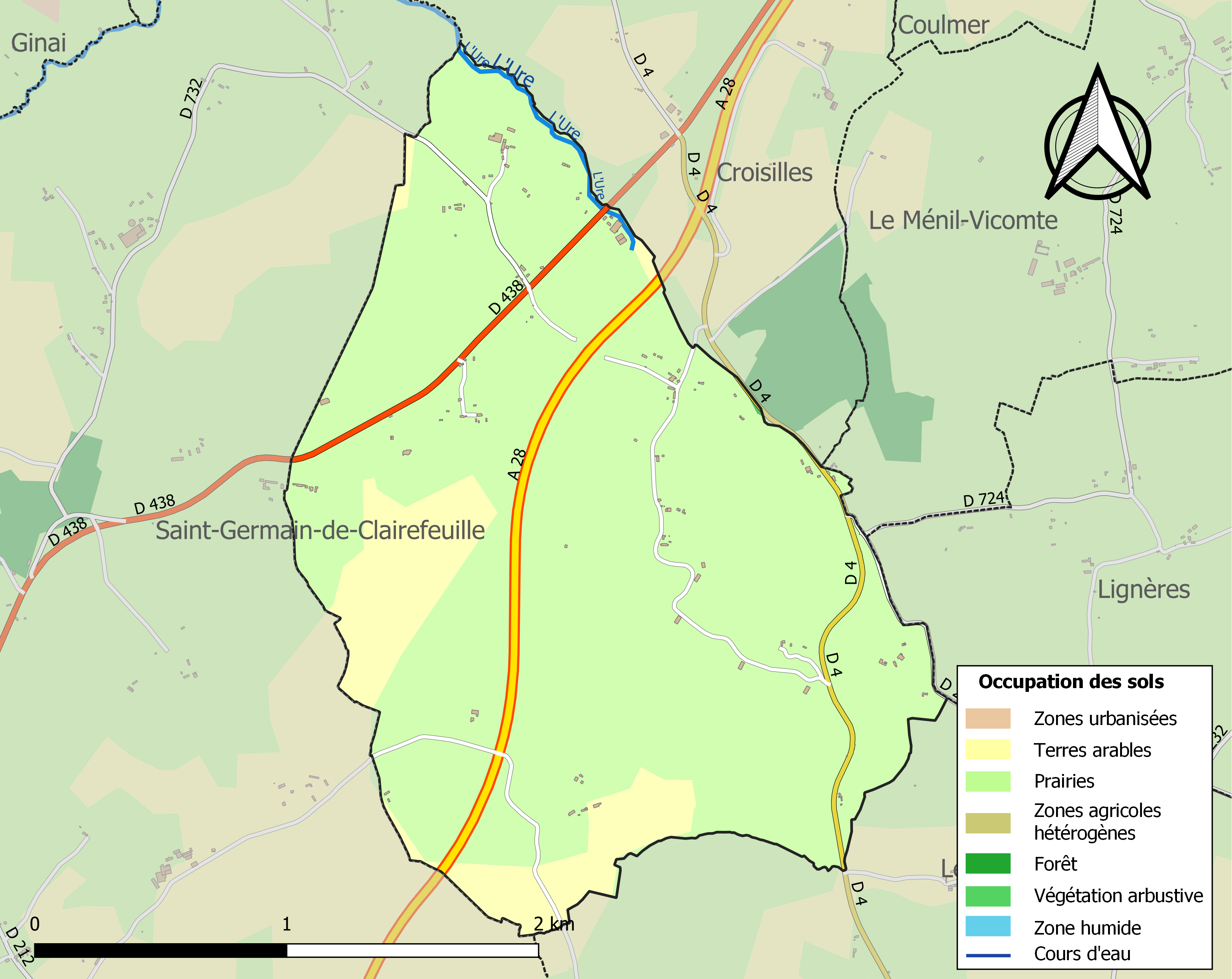
Carte des infrastructures et de l'occupation des sols de la commune en 2018 (CLC).

## Toponymie
L'ancien français mesnil, « domaine rural », est à l'origine de nombreux toponymes, notamment en Normandie. Dans l'Orne, un préfet a décidé de modifier les Mesnil en Ménil.
Froger était évêque de Sées, seigneur du lieu.
Le gentilé est Ménilfrogérien.

## Politique et administration
| Période                                  | Période   | Identité          | Étiquette | Qualité              |
| ---------------------------------------- | --------- | ----------------- | --------- | -------------------- |
| ?                                        | mars 2001 | Bernard Gaulard   | -         | -                    |
| mars 2001                                | mars 2008 | Yves Fouillet     | SE        | Salarié agricole     |
| mars 2008                                | mars 2014 | Éric de Catheu    | SE        | Cadre                |
| mars 2014                                | En cours  | Isabelle Beaudoin | SE        | Exploitante agricole |
| Les données manquantes sont à compléter. |           |                   |           |                      |

Le conseil municipal est composé de sept membres dont le maire et un adjoint.

## Démographie
L'évolution du nombre d'habitants est connue à travers les recensements de la population effectués dans la commune depuis 1793. Pour les communes de moins de 10 000 habitants, une enquête de recensement portant sur toute la population est réalisée tous les cinq ans, les populations de référence des années intermédiaires étant quant à elles estimées par interpolation ou extrapolation. Pour la commune, le premier recensement exhaustif entrant dans le cadre du nouveau dispositif a été réalisé en 2006.
En 2022, la commune comptait 62 habitants, en évolution de +10,71 % par rapport à 2016 (Orne : −3,21 %, France hors Mayotte : +2,11 %).
Ménil-Froger a compté jusqu'à 257 habitants en 1821.
| 1793 | 1800 | 1806 | 1821 | 1836 | 1841 | 1846 | 1851 | 1856 |
| ---- | ---- | ---- | ---- | ---- | ---- | ---- | ---- | ---- |
| 206  | 233  | 243  | 257  | 232  | 211  | 220  | 218  | 180  |

| 1861 | 1866 | 1872 | 1876 | 1881 | 1886 | 1891 | 1896 | 1901 |
| ---- | ---- | ---- | ---- | ---- | ---- | ---- | ---- | ---- |
| 172  | 168  | 167  | 150  | 147  | 130  | 132  | 119  | 142  |

| 1906 | 1911 | 1921 | 1926 | 1931 | 1936 | 1946 | 1954 | 1962 |
| ---- | ---- | ---- | ---- | ---- | ---- | ---- | ---- | ---- |
| 154  | 153  | 111  | 130  | 142  | 144  | 180  | 166  | 142  |

| 1968 | 1975 | 1982 | 1990 | 1999 | 2006 | 2011 | 2016 | 2021 |
| ---- | ---- | ---- | ---- | ---- | ---- | ---- | ---- | ---- |
| 118  | 97   | 80   | 62   | 64   | 65   | 65   | 56   | 59   |

| 2022 | - | - | - | - | - | - | - | - |
| ---- | - | - | - | - | - | - | - | - |
| 62   | - | - | - | - | - | - | - | - |

## Lieux et monuments

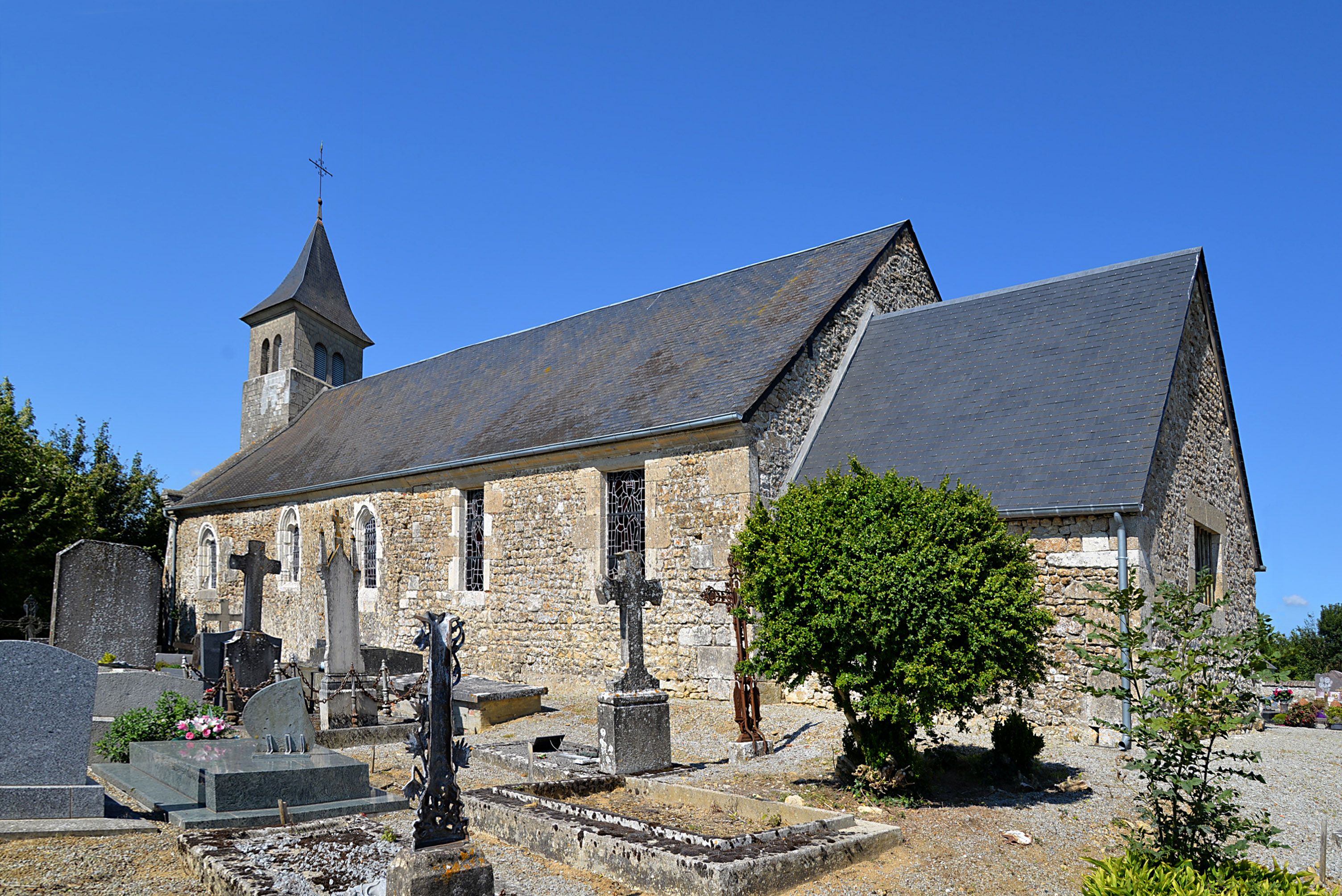
L'église Saint-Louis-et-Saint-Martin.

- Église Saint-Louis-et-Saint-Martin (en partie du XIIe siècle), abritant une chaire à prêcher du XVIIe et un ensemble retable-tabernacle des XVIIe et XIXe classés à titre d'objets aux Monuments historiques[30]. Trois statues sont également classées.
- Le Logis de Ménil-Froger (XVe siècle), inscrit aux Monuments historiques[31].

## Personnalités liées à la commune
Le cheikh Mansour Bin Zayed Al Nahyan (Abu Dhabi) y a implanté l'antenne française de son élevage de chevaux, Wathba Farm. Il y élève des pur-sang arabes pour la course. Mushrae, gagnant de la Qatar Arabian World Cup à Longchamp en octobre 2013, a été élevé sur la commune de Ménil-Froger[réf. nécessaire].